# Porez na dohodak
Porez na dohodak je jedan od suvremenih poreza.

## Povijest poreza na dohodak
Prvi oblik poreza na dohodak uveden je u 18. st. kada je William Pitt mlađi uveo cedularni oblik poreza na dohodak jer su mu trebala sredstva zbog ratovanja Velike Britanije s Francuskom.

## Obilježja poreza na dohodak
- izvor, osnovica i objekt poreza je sam dohodak
- u svijetu ne postoji jedinstvena definicija dohotka
- oporezuje se neto dohodak
- oporezuje se stvarno ostvareni dohodak, a ne pretpostavljeni dohodak
- oporezuje se neovisno od svrhe i trošenja dohotka i neovisno od izvora od kojeg je ostvaren
- glavni predstavnik subjektivnog poreza
- postojanje raznih poreznih olakšica i oslobođenja
- skup porez za državu i poreznu administraciju

## Oblici poreza na dohodak
1. Britanski (cedularni ili analitički)
→ najprije su se oporezivali pojedini dijelovi dohotka (ceduli) primjenom proporcionalne porezne stope, a tada se dopunskim porezom oporezuje ukupni dohodak primjenom progresivne porezne stope kada prelazi zakonski dopuštenu visinu.
→ Hrvatska ga je koristila do 1993. godine.
2. Germanski (sintetički)
→ oporezuju se ukupni dohodak primjenom progresivne porezne stope.
→ primjenjuje se u većini zemalja, pa i u Hrvatskoj od 1993.
3. Romanski
→ kombinacija britanskog i germanskog oblika.
→ dio dohotka se oporezuje proporcionalnom ili progresivnom poreznom stopom ili kombinacijom tih stopa. Dopunskim porezom se oporezuje ukupan dohodak primjenom progresivne porezne stope ako prelazi zakonom utvrđenu visinu.

## Dimenzije utvrđivanja porezne osnovice
Kod utvrđivanja porezne osnovice se javljaju četiri osnovna problema (dimenzije) :
- prostorna →teritorijalno načelo → prostor unutar kojeg oporezujemo dohodak.
→ osoba koja je rezident u Republici Hrvatskoj obavezna je na plaćanje poreza na dohodak kojeg je ostvarila u RH.
→ dohodak nerezidenata se ograničeno oporezuje → samo onaj dio dohotka koji je ostvaren u RH uz uvjet da mora minimalno 6 mjeseci djelovati u RH.
- stvarna → što stvarno ulazi u dohodak.
- osobna → porezni obveznik je točno utvrđen, dohodak se veže za stvarnu fizičku osobu koja ga plaća.
- vremenska → vrijeme u kojem je dohodak ostvaren → u većini zemalja je dohodak godišnja kategorija, ali se plaćaju mjesečni predujmovi.

## Vrste poreznih stopa
1. zakonska → stopa koja je utvrđena zakonom o porezu na dohodak.
2. stvarna (efektivna) → stopa koja mjeri stvarnu poreznu obvezu poreznog obveznika. Izračunava se kao udio ubranog poreza u dohotku koji još nije prilagođen odredbama izračunavanja dohotka
3. prosječna → predstvavlja udio poreza na dohodak u dohotku koji je predmet oporezivanja. Izračunava se tako da se od ostvarenog dohotka oduzmu sve porezne olakšice i oslobođenja koja su predviđena zakonom o porezu na dohodak.
4. granična → stopa koja se primjenjuje za oporezivanje u najvišem poreznom razredu kada se porez na dohodak ubire primjenom progresivne porezne stope.

## Visine poreznih stopa za dohodak od nesamostalnog rada u Hrvatskoj
Osnovica za plaćanje poreza je iznos koji se dobiva kada se od tzv. "bruto 1" iznosa plaće odbiju doprinosi za Mirovinsko osiguranje, trenutno iznose 20% (podatak za srpanj 2010.), te od tog iznosa ("dohodak") odbije osobni odbitak. 
Porezni razredi primjenjivi od 1. srpnja 2010. godine:
| Br. osobnih odbitaka | Mjesečna osnovica (kn) | Godišnja osnovica (kn)* | Porezna stopa |
| 0 - 2                | 0 - 3.600,00           | 0 - 43.200,00           | 12%           |
| 2 - 6                | 3.600,01 - 10.800,00   | 43.200,01 - 129.600,00  | 25%           |
| 6 - →                | 10.800,01 - →          | 129.600,01 - →          | 40%           |

* Iznimno, na godišnjoj razini za 2010. godinu, godišnja osnovica iznosi kako slijedi:
| Godišnja osnovica (kn)  | Porezna stopa |
| 0 - 43.200,00           | 13,5%         |
| 43.200,01 - 108.000,00  | 25%           |
| 108.000,01 - 129.600,00 | 30%           |
| 129.600,01 - 302.400,00 | 35%           |
| 302.400,01 - →          | 42,5%         |

### Primjer računanja
|                                               | Faktor | Od iznosa            | Iznos      |
| Bruto                                         |        |                      | 30.000,000 |
| Doprinosi iz plaće (Mirovinsko)               | 20%    | 30.000,00            | 6.000,00   |
| Dohodak (bruto minus doprinosi)               |        |                      | 24.000,00  |
| Osobni odbitak                                | 1,00   | 2.200,00             | 2.200,00   |
| Oporezivo (dohodak minus odbitak)             |        |                      | 21.800,00  |
| Porez po stopi 1 (na iznos do 2.200)          | 12%    | 2.200,00             | 264,00     |
| Porez po stopi 2 (na iznos od 2.200 do 8.800) | 25%    | 8.800-2.200=6.600,00 | 1.650,00   |
| Porez po stopi 3 (na iznos preko 8.800)       | 40%    | 21.800-8.800=13.000  | 5,200,00   |

## Vrste poreza na dohodak
- dohodak od nesamostalnog rada

→ rad kod poslodavca, određuje se na temelju primitaka i izdataka.
→ u primitke ulaze : plaća, potpore i nagrade iznad propisanih iznosa, premija osiguranja koju plaćaju poslodavci, stipendije i mirovine.
→ u izdatke ulaze : uplaćeni doprinosi za obvezno osiguranje iz plaće, osobni odbitak, premije po osnovi životnog osiguranja, dopunskog zdravstvenog i dobrovoljnog mirovinskog osiguranja.
- dohodak od samostalnog rada

→ dohodak od obrta, slobodnih zanimanja, poljoprivrede i šumarstva, ostalih slobodnih zanimanja (pjevač, umjetnik, liječnik).
→ dohodak se utvrđuje na temelju poslovnih primitaka i izdataka → dužni su voditi poslovne knjige
→ slobodnim autorima se priznaju paušalni troškovi u visini od 25% dohotka, a na ostali iznos se obračunava porezna stopa od 35 %.
- dohodak od imovine i imovinskih prava

→ najamnina, zakup, patent, licence.
→ iznos najamnine se umanji za 30% na ime troškova nastalih radi iznajmljivanja i nakon toga se plaća porez od 15 % + prirez.
→ prodaja nekretnine se ne oporezuje ako je prodana tri godine nakon nabave.
→ imovinska prava se oporezuju po stopi od 25 % + prirez, ali nemaju pravo na osobni odbitak.
- dohodak od kapitala

→ primici po osnovi dividendi i udjela u dobiti → 15 % + prirez.
→ primici po osnovi udjela u dobiti članova uprave ili zaposlenika koji ostvaruju dodjelom ili opcijskom kupnjom vlastitih dionica → 15 % + prirez.
→ kamate → 35 % + prirez.
→ izuzimanje imovine i korištenje usluga vlasnika/suvlasnika poduzeća za njihove osobne potrebe → 35 % + prirez.
- dohodak od osiguranja

→ premije životnog osiguranja do 1050 kn mjesečno priznaju se kao izdatak pri utvrđivanju dohotka.
→ dohotkom od osiguranja se podrazumijeva samo onaj dio koji je prilikom uplata premija bilo oslobođeno na dohodak → 15 % + prirez.

## Prirez
Prirez se plaća općini ili gradovima gdje porezni obveznik živi. Osnovica za izračun prireza je već utvrđen iznos poreza na dohodak.
| općine                               | 0 - 10 % |
| gradovi → manje od 30 000 stanovnika | 0 - 12 % |
| gradovi → više od 30 000 stanovnika  | 0 - 15 % |
| grad Zagreb                          | 0 - 30 % |

## Porezne olakšice
Porezne olakšice su ukinute od 1. srpnja 2010. g. Iznimno, kod godišnje prijave za 2010. godinu, olakšice se mogu koristiti u iznosu do 6.000 kuna pod uvjetom da su uplate obavljene do dana primjene novog zakona.

## Osobni odbitak
Osnova za mjesečni osobni odbitak iznosi 1.800,00 kn i uvećava se za faktor prema broju uzdržavanih osoba i eventualnoj invalidnosti:
1. 0,5 osnovnoga osobnog odbitka za uzdržavane članove uže obitelji te bivšega bračnog druga za kojeg se plaća alimentacija,
2. za uzdržavanu djecu: 0,5 osnovnoga osobnog odbitka za prvo dijete, 0,7 za drugo, 1,0 za treće, 1,4 za četvrto, 1,9 za peto, a za svako daljnje dijete faktor osnovnoga osobnog odbitka progresivno se uvećava i to za 0,6, 0,7, 0,8, 0,9, 1,0… više u odnosu prema faktoru osnovnoga osobnog odbitka za prethodno dijete,
3. 0,3 osnovnoga osobnog odbitka za poreznog obveznika, svakog uzdržavanog člana uže obitelji i svako dijete, ako su osobe s invaliditetom.
4. 1,0 osnovnoga osobnog odbitka za poreznog obveznika, svakog uzdržavanog člana uže obitelji i svako dijete, ako su osobe kojima je rješenjem, na temelju posebnih propisa, utvrđena invalidnost po jednoj osnovi 100% i/ili koji radi invalidnosti imaju, na temelju posebnih propisa, pravo na tuđu pomoć i njegu. U tom slučaju porezni obveznik za sebe osobno i za istu osobu koju uzdržava ne može koristiti osobni odbitak iz točke 3.

Za porezne obveznike koji imaju prebivalište i borave na području posebne državne skrbi, osobni odbitak je viši:
1. 3.840,00 kuna mjesečno - prva skupina,
2. 3.200,00 kuna mjesečno - druga skupina,
3. 2.400,00 kuna mjesečno - treća skupina i brdsko-planinska područja.